# Herman Wedel-Jarlsberg
Johan Caspar Herman lensgreve (von) Wedel Jarlsberg (21. september 1779 i Montpellier – 27. august 1840 i Wiesbaden) var en norsk politiker.
Han blev født som ældste søn af Frederik Anton Wedel Jarlsberg, en dansk minister af tysk oprindelse, og studerede i København jura, statsvidenskab og filologi. I 1809 tog han initiativet til Selskabet for Norges Vel sammen med Jakob Rosted og Hans Arentz. Wedel-Jarlsberg arbejdede for løsrivelse fra Danmark allerede i 1809, og så prins Christian August som Norges håb. I 1810 trådte han ind i statens tjeneste og blev amtmand i Buskerud. Efter faderens død arvede han grevskabet Jarlsberg ved Tønsberg. Under krigen mod Sverige dannede og ledede han et eget frikorps. Da freden i Kiel i 1814 de facto afstod Norge til Sverige, gik han som medlem af rigsforsamlingen på Eidsvoll betinget ind for en forening med Sverige, og blev leder for unionspartiet i forsamlingen. I 1822 blev han stillet for en rigsret på grund af et statslån, han havde optaget i Berlin hos bankhuset Gebrüder Benecke, men blev frikendt. Han trak sig derefter tilbage til sit gods. Imidlertid blev han igen indvalgt i Stortinget, og blev i 1836 udnævnt til statholder i Norge med fuldmagt som vicekonge.
Han døde i Wiesbaden i Tyskland.